# 凱·索托
凱·索托（英語：Kai Sotto；2002年5月11日—），是一名菲律賓男子籃球運動員，場上位置為中鋒，現效力於B聯賽的越谷阿爾法。菲律賓國家男子籃球隊的成員。